# Osservatorio di Karlsruhe
L'Osservatorio di Karlsruhe è un osservatorio astronomico pubblico fondato nel 1959 e coordinato dal 1979 da un'associazione astronomica amatoriale di Karlsruhe; l'osservatorio è situato presso un istituto scolastico medio superiore, il Gymnasium Max Planck.

## Storia
L'idea di creare un osservatorio a Karlsruhe risale alla fine del XIX secolo, quando le condizioni osservative presso l'Osservatorio di Mannheim, a suo tempo uno dei principali osservatori germanici, erano divenute difficoltose a causa della sua collocazione non felice al centro della città, la quale aveva raggiunto una urbanizzazione tale da rendere difficoltoso effettuare osservazioni scientifiche di qualità.
Nominato direttore dell'osservatorio di Mannheim nel 1875, il poliedrico cultore ed amministratore di musei Wilhelm Valentiner, figlio dell'astronomo tedesco Karl Wilhelm Valentiner, da subito si convinse che le condizioni osservative stavano divenendo insostenibili; inoltre Valentiner avrebbe gradito lavorare presso una città ove fosse presente un istituto universitario.
Fu così che nel 1880 il Granduca Federico I di Baden, appassionato di astronomia, appoggiò i propositi di Valentiner e mise a disposizione come sito temporaneo il Giardino del Principe Ereditario (ora Giardino delle Ninfe), un'area prospiciente il Museo di Storia Naturale dove alloggiare gli strumenti, poi temporaneamente allocati in una semplice casupola. Valentiner divenne professore presso l'allora Università Tecnica di Karlsruhe. Le sue stime dei costi, ammontanti a circa 400.000 marchi, non trovarono però il consenso del parlamento. Inoltre una decisiva svolta verso una diversa collocazione arrivò dall'astronomo Max Wolf che tornato da un viaggio in America riuscì a portare in dote una donazione di 10.000 dollari. Diversamente dai propositi iniziali l'osservatorio venne quindi costruito sulla collina di Königstuhl, vicino Heidelberg e il complesso divenne quello che oggi è conosciuto come l'osservatorio di stato di Heidelberg-Königstuhl.
Un rinnovato interesse per una stazione osservativa a Karlsruhe avvenne diversi decenni dopo, quando nel 1957 l'osservatorio di Heidelberg donò alla città, a seguito di dismissione, il vecchio e storico telescopio riflettore da sei pollici. Si decise così di allestire un osservatorio scolastico sul tetto del Max Planck Gymnasium in corso di costruzione nel distretto sud di Rüppurr e di installarvi lo strumento protetto da una cupola; l'osservatorio ebbe da subito funzione prettamente divulgativa.
Venti anni dopo la sua inaugurazione, nel 1979, l'osservatorio scolastico fu dato in gestione all'Associazione Astronomica di Karlsruhe, la quale pochi anni dopo grazie anche ad una sovvenzione della città integrò la strumentazione con un telescopio riflettore Schmidt-Cassegrain Celestron (C-11), con un'apertura di 280 mm e una lunghezza focale di 280 cm.
Nel 2003 lo stato del Baden-Württemberg ha dichiarato l'osservatorio e lo storico rifrattore monumento storico.